# Gorga (Włochy)
Gorga – miejscowość i gmina we Włoszech, w regionie Lacjum, w prowincji Rzym.
Według danych na rok 2004 gminę zamieszkiwało 717 osób, 27,6 os./km².